# Vida sintética
La vida sintética es vida artificial creada a partir de sustancias no vivientes (abióticas). Pertenece a la disciplina de la biología sintética. Por lo general se distingue de la vida mecánica que usualmente pertenece a la disciplina de la robótica.

## Vida bioquímica sintética
La vida sintética es vida artificial creada in vitro a partir de productos bioquímicos y sus materiales componentes, a diferencia de lo que normalmente implica in silico cuando se utiliza el término genérico "vida artificial".
W. Wayt Gibbs sugiere que la vida sintética tiene tres objetivos principales: "Uno, aprender de la vida mediante su reconstrucción, en vez de por su disección. Dos, hacer a la ingeniería genética digna de su nombre, una disciplina que mejora continuamente mediante la estandarización de sus creaciones anteriores y recombinándolas para hacer sistemas nuevos y más sofisticados. Y tres, extender los límites de la vida y de las máquinas hasta que los dos se complementen para verdaderamente producir organismos programables".
Los experimentos con vida sintética intentan examinar los orígenes de la vida, estudiar algunas de las propiedades de la vida o, más ambiciosamente, recrear la vida a partir de sustancias no vivientes (abióticas). Un ejemplo de vida sintética podría ser un intento de crear autorreplicantes, la autoperpetuación (autocatalítica) de reacciones químicas para simular los posibles orígenes de la vida. Los investigadores involucrados piensan que la creación de verdadera vida bioquímica sintética está relativamente cerca y es relativamente barata, y tal vez más fácil que el esfuerzo necesario para situar al hombre en la Luna.
Una forma de crear un nuevo organismo es reemplazar el genoma de una célula natural ya existente. El genoma de reemplazo puede ser un genoma creado mediante síntesis genética. Si un organismo que reutiliza toda una célula natural excepto el genoma debiera ser llamado "vida sintética" está abierto a debate.

## Equipo del genoma sintético del Instituto J. Craig Venter
El 28 de junio de 2007, un equipo del J. Craig Venter Institute publicó un artículo en Science Express, diciendo que habían trasplantado con éxito el ADN natural de una bacteria Mycoplasma mycoides dentro de una célula Mycoplasma capricolum, creando una bacteria que se comportó como un M. mycoides.
El 6 de octubre de 2007, Craig Venter anunció en una entrevista para el periódico británico The Guardian, que el mismo equipo había sintetizado una versión modificada del único cromosoma del Mycoplasma genitalium usando sustancias químicas. El cromosoma fue modificado para eliminar todos los genes cuyas pruebas en la bacteria viva habían demostrado ser innecesarios. El siguiente paso previsto en este proyecto del genoma mínimo es trasplantar el genoma mínimo sintetizado dentro de una célula bacteriana con su antiguo ADN extraído; la bacteria resultante es llamada Mycoplasma laboratorium. El grupo de bioética canadiense, el ETC Group, al día siguiente, emitió un comunicado a través de su representante, Pat Mooney, diciendo que la "creación" de Venter era un «chasis sobre el que usted podría construir casi cualquier cosa». El genoma sintetizado no había sido trasplantado aún en una célula funcional.
Investigadores estadounidenses crearon en un laboratorio el genoma viable más pequeño existente en la naturaleza, que contiene el número mínimo de genes necesarios para que un organismo funcione y se autorreproduzca, un nuevo avance para desentrañar los misterios de la vida.
El genoma sintético de este microbio llamado Syn 3.0 tiene sólo 473 genes. En comparación, un ser humano tiene alrededor de 20.000 y una flor japonesa, llamada Paris japonica, con el genoma más grande conocido hasta la fecha, cuenta con cincuenta veces más.
El equipo que logró esta hazaña está dirigido por Craig Venter, el pionero de la secuenciación del ADN, que también creó el primer organismo controlado por un genoma sintético en 2010.
Los investigadores que han logrado crear este genoma al mínimo aún no han sido capaces de determinar las funciones de 149 de estos 473 genes, un tercio del total, según explicaron en sus trabajos publicados en la revista Science.
La creación de esta célula dotada sólo con los genes necesarios para que exista vida en su forma más básica, podría ayudar a comprender la función de cada gen absolutamente esencial para la vida, según los biólogos.
"La mejor manera de comprender la vida es crear el genoma más simple", explicó Craig Venter durante una conferencia de prensa telefónica.
"Si no entendemos cómo vuela un Boeing 777, retiramos las partes una a una hasta que el avión ya no puede volar".
Este es el principio que el científico y su equipo, que incluye a Clyde Hutchison, utilizaron con el genoma de una bacteria Mycoplasma, conocida por tener los genomas más pequeños de todas las células vivas capaces de autorreproducirse.
Crearon genomas hipotéticamente minimalistas en ocho segmentos diferentes para probar e identificar a los genes esenciales y los que no lo son.
Durante este proceso, los investigadores también trataron de identificar los genes denominados "casi esenciales", necesarios para asegurar un crecimiento robusto del organismo, pero que no son esenciales para la vida.
Para poner a prueba estos genes, los científicos han insertado secuencias genéticas exteriores para perturbar sus funciones y determinar así las que eran necesarias para la vida de las bacterias.
Los científicos repitieron el experimento hasta que consiguen el genoma más pequeño capaz de funcionar.
Su trabajo también reveló que algunos genes, clasificados como "no esenciales" realizan ciertas funciones que resultan esenciales y deben ser mantenidos en el genoma de por vida.
Casi todos los genes necesarios para la lectura y expresión de la información genética, así como la preservación de la información y su transmisión entre generaciones también se conservan en este genoma.
Muchos de ellos se han encontrado en otros organismos, lo que sugiere que podrían codificar proteínas universales cuyas funciones aún no se han definido, acorde a los investigadores.
Científicos consideran la creación de este genoma artificial mínimo un avance significativo.
"Este es un paso importante en la creación de una célula viva cuyo genoma está totalmente definido", dijo Chris Voigt, biólogo del Instituto de Tecnología de Massachusetts (MIT) en Cambridge (noreste de Estados Unidos).
Sin embargo, añade el científico, queda por definir el papel de estos 149 genes de Syn 3.0 que permanecen desconocidos y que prometen traer nueva información sobre la base biológica de la vida. 
El 20 de mayo de 2010 la revista Science informó sobre el éxito del grupo liderado por J. Craig Venter, quienes consiguieron incorporar el genoma sintetizado químicamente de Mycoplasma mycoides dentro de un M. capricolum.
En sus palabras:

«Presentamos el diseño, la síntesis, y el ensamblado del genoma de Mycoplasma mycoides JCVI-syn1.0 de 1.08 Mpb a partir de la información digitalizada de la secuencia del genoma y su trasplante dentro de una célula receptora Mycoplasma capricolum para crear nuevas células Mycoplasma mycoides que son controladas solamente por el cromosoma sintético. El único ADN en las células es la secuencia diseñada de ADN sintético, incluyendo secuencias de "marca de agua" y otras deleciones y polimorfismos genéticos diseñados, y mutaciones adquiridas durante el proceso de construcción. Las nuevas células han adquirido las características fenotípicas y son capaces de su autorreplicación continua.»

El equipo había planeado utilizar originalmente la bacteria M. genitalium con la que habían trabajado anteriormente, pero cambiaron a M. mycoides ya que esta última bacteria crece de forma mucho más acelerada, lo que se tradujo en experimentos más rápidos. Venter lo describe como «la primera especie... cuyo progenitor es una computadora». La bacteria transformada es apodada «Synthia» por ETC. Un portavoz de Venter se ha negado a confirmar cualquier innovación al momento de escribir estas líneas, probablemente porque ese tipo de técnicas de introducción genética como la transfección, la transformación, la transducción y la protofección han sido prácticas de investigación estándar durante muchos años.
Ahora que se ha demostrado que la técnica funciona con el genoma de M. mycoides, el próximo proyecto probablemente será volver a la minimización del genoma de M. genitalium y trasplantarlo dentro de una célula para crear la ya mencionada M. laboratorium.
La investigación tuvo los siguientes miembros: Daniel G. Gibson, John I. Glass, Carole Lartigue, Vladimir N. Noskov, Ray-Yuan Chuang, Mikkel A. Algire, Gwynedd A. Benders, Michael G. Montague, Li Ma, Monzia M. Moodie, Chuck Merryman, Sanjay Vashee, Radha Krishnakumar, Nacyra Assad-Garcia, Cynthia Andrews-Pfannkoch, Evgeniya A. Denisova, Lei Young, Zhi-Qing Qi, Thomas H. Segall-Shapiro, Christopher H. Calvey, Prashanth P. Parmar, Clyde A. Hutchison, III, Hamilton O. Smith y J. Craig Venter.

## Marcas de agua de ADN
Las marcas de agua son mensajes codificados en forma pares de bases de ADN. Son una forma de distinguir genomas sintéticos de sus contrapartes naturales. Las marcas de agua contenidas en el primer genoma de Mycoplasma hecho por el ser humano producido por el Instituto J. Craig Venter contienen los siguientes mensajes codificados. La letra V se utilizó ya que no hay aminoácidos designados por la letra U:
- VENTERINSTITVTE
- CRAIGVENTER
- HAMSMITH
- CINDIANDCLYDE
- GLASSANDCLYDE

## Bioética y Discusión
Hay mucha negatividad ante el hecho de crear organismos únicos que habiten el planeta, se considera antinatural e inclusive (por algunos extremistas) una aberración. Sin embargo, todo el esfuerzo que dedican los científicos a sus investigaciones, además de la enorme cantidad de recursos económicos que requieren, están dirigidos únicamente para favorecer cuatro aspectos: la calidad de vida humana, la industria y economía, la preservación de la biodiversidad y la ampliación del conocimiento. Cabe resaltar que no se intentan crear organismos que tengan un rol significativo en la cadena de la vida (como lo son los animales, las plantas, las bacterias etc.) sino que ejecuten de manera controlada y exclusiva una tarea específica. 
Todos los avances científicos que existen con respecto a la vida sintética son debidamente controlados y monitorizados por organizaciones multinacionales que establecen los límites éticos y morales de la ciencia. Impulsada por la Declaración Universal de los Derechos Humanos, la ONU ha llegado a 3 resoluciones esenciales con respecto a la bioética detrás de la tecnología actual: La Declaración universal sobre el Genoma Humano, la Declaración internacional sobre los Datos Genéticos Humanos y La Declaración universal sobre Bioética y Derechos Humanos. Estas declaraciones están dirigidas a los estados y -teniendo en cuenta la preservación de los derechos humanos, ambiental y de biodiversidad- establecen mediante a una debida normatividad las fronteras que los científicos no deben cruzar.